# Mislav Oršić
Mislav Oršić (født 29. december 1992) er en kroatisk fodboldspiller, der spiller for GNK Dinamo Zagreb.
Han blev udtaget i Kroatiens EM-trup til EM i fodbold 2021.
Han blev udtaget til Kroatiens trup til VM i fodbold 2022 i Qatar.